# Pitt Lake
Pitt Lake är en sjö i Kanada.   Den ligger i provinsen British Columbia, i den södra delen av landet, 3 500 km väster om huvudstaden Ottawa. Pitt Lake ligger 2 meter över havet. Arean är 54 kvadratkilometer. Den sträcker sig 22,1 kilometer i nord-sydlig riktning, och 7,6 kilometer i öst-västlig riktning.
Runt Pitt Lake är det ganska tätbefolkat, med 111 invånare per kvadratkilometer.